# Nihil obstat
Nihil obstat, expressão latina que significa "nada obsta", é uma aprovação oficial do ponto de vista moral e doutrinário de uma obra que aspira ser publicada, realizada por um censor da Igreja Católica.
A frase nihil obstat é usada por um clérigo católico conhecido como Censor Librorum (latim para 'censor de livros') para indicar que um livro não contém nada contrário às doutrinas, fé ou moral católicas. O direito canônico exige essa aprovação para a publicação de livros por fiéis católicos se eles "abordarem questões de fé e moral", e exige que os pastores apliquem essa regra. O Censor Librorum é delegado por um bispo para revisar o texto em questão ao longo de aproximadamente dois meses. Se um autor for membro de um instituto religioso, como um mosteiro, e o livro se referir à religião ou à moral, o direito canônico exige ainda o imprimi potest ('pode ser impresso') do superior maior antes da publicação. Finalmente, o bispo da diocese do autor ou do local de publicação dá a aprovação final, o imprimatur ('que seja impresso').
No contexto das canonizações, a frase é usada como uma ordem do Vaticano de que "nada impede" uma investigação da vida de um possível santo. Uma vez dada esta ordem, um tribunal diocesano ou eparquial pode ser formado para investigar a vida do candidato, promovendo o processo de possível canonização.